# Bidaa Bint Saud
Bidaa Bint Saud (àrab: بِدَع بِنْت سُعُود, Bidaʿ Bint Suʿūd) és un jaciment arqueològic de la zona d'Al-Ain de l'Emirat d'Abu Dhabi, dels Emirats Àrabs Units, que destaca per les seues tombes del període Hafit, els seus sistemes de rec de l'edat del ferro i les estranyes restes d'un edifici de l'edat de ferro que sembla que fou un centre de distribució d'aigua procedent de dos qanats (sistema de canals subterranis i superficials). Està declarat Patrimoni de la Humanitat de la Unesco. Les troballes del jaciment s'exposen en el Museu Nacional d'Al Ain.
La datació de la ceràmica dels qanats trobats a les ruïnes demostra l'origen àrab sud-oriental d'aquest característic sistema de rec, del qual molts estudiosos creien que el seu origen era persa. La datació del qanat de Bidaa bint Saud, a Al-Ain i Buraimi, totes dues a la regió històrica de Buraimi, el situa diversos segles abans de l'Imperi Aquemènida.
Sembla que aquest jaciment, situat uns 15 km al nord d'Al-Ain, fou un lloc de parada en una antiga ruta de caravanes fins als emirats del Nord. L'aflorament rocós de Garn bin Saud s'eleva uns 40 m sobre les ruïnes i conté restes funeràries.

## Tombes de l'edat del bronze
En la cara oriental de Garn bint Saud hi ha tombes característiques del període Hafit (3200 a 2600 abans de la nostra era), semblants a les de jaciments de Jebel Hafeet, Jebel Buhais i Buraimi. S'han esfondrat i tenien sostres amb voltes. És probable que la ubicació de les restes de Hafit, poble nòmada i de pastors, es dega a una font d'aigua subterrània, com ocorre en els jaciments de l'època Hafit situats més a l'interior, Jebel Hafeet i Jebel Buhais.

## Vies navegables de l'edat del ferro

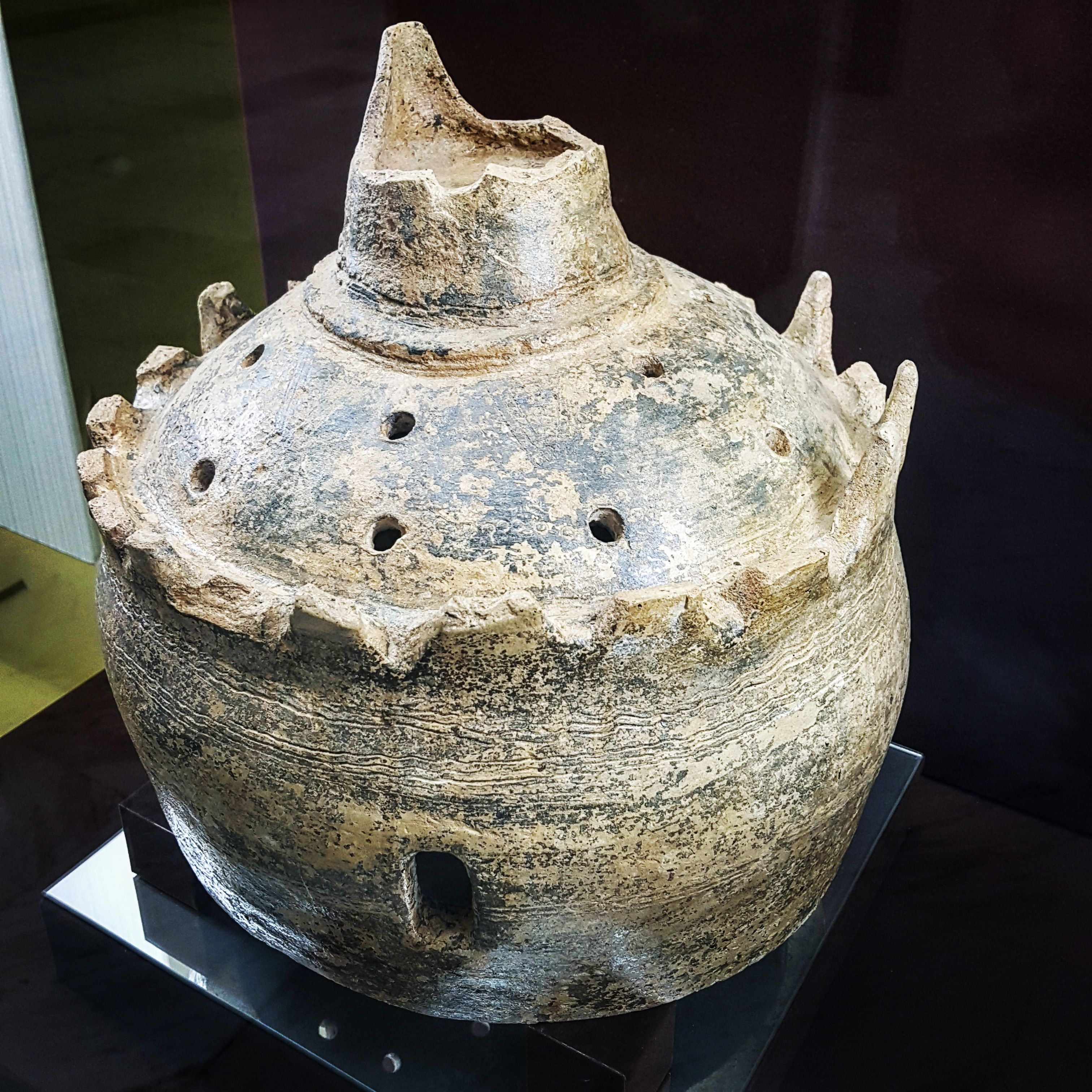
Atuell descobert en un edifici de l'edat del ferro de Bidaa Bint Saud i exposat al Museu Nacional d'Al-Ain. Es creu que és un encenser

Un altre conjunt de tombes col·lectives del jaciment daten de l'edat del ferro i també estaven construïdes amb pedra sense tallar o desbastada i de formes variades. Estaven dividides en cambres, cadascuna amb restes de diverses persones. Malgrat haver estat saquejades en el passat, les excavacions actuals han proporcionat molts objectes, com ara gots de ceràmica i pedra, fulles de daga, puntes de sageta de bronze i granadures.
Es creu que Bidaa Bint Saud fou un lloc important en l'edat del ferro com a parada de caravanes i poble de llauradors que utilitzaven el sistema de rec per qanat.
Sembla que el pou mare era relativament poc fondo i situat a un quilòmetre de la capçalera del sistema de qanats.
Situat a uns 150 m del punt d'accés principal del qanat, els arqueòlegs han excavat un gran edifici de tova que conté una sala de 10 × 13 m. Parts de les restes arriben a una alçada de fins a 160 cm i, tot i que sense la teulada, hi ha indicis que estava sostingut per 12 columnes. Els magatzems s'hi afegiren després i hi havia moltes àmfores. Tot i no saber-se la finalitat exacta de l'edifici, els arqueòlegs creuen que probablement era un punt de distribució d'aigua dels sistemes de qanats.